# Hydroscapha
Hydroscapha là một chi bọ cánh cứng đặc hữu to Europe and the Hoa Kỳ.

## Danh sách loài
- Hydroscapha crotchi
- Hydroscapha granulum
- Hydroscapha natans